# Huguet de Totzó
Huguet de Totzó, o Hug de Totzó, (Rosselló, segles xiii-xiv), noble i almirall rossellonès de la Corona de Mallorca actiu durant el regnat de Sanç de Mallorca, la regència de Felip de Mallorca i el regnat de Jaume III.
L'any 1315 era lloctinent de Sanç de Mallorca al Rosselló, participant aquell any en la cerimònia de reconeixement del futur Jaume III, quan essent un nadó va ser portat de Messina a Perpinyà per part de Ramon Muntaner.
L'any 1323 va comandar la flota mallorquina, conformada per vint galeres i altres embarcacions menors, amb què Sanç de Mallorca participà en la conquesta aragonesa de Sardenya. La flota partí del Rosselló cap a Portcendrós on s'uní a la flota catalana i d'aquí es dirigí a Maó on s'agrupà amb l'estol procedent de València, ja reunida tota l'armada es dirigiren a Sardenya on la seva primera acció armada fou el Setge d'Esglésies, però retornà per malaltia, sent enviat en el seu lloc, amb reforços, Guillem Alomar.
Exercí el càrrec d'almirall de la Corona de Mallorca, almenys fins a 1330.
Trobam citat per darrera vegada a Huguet Totzó, l'any 1339 participant en el tractat de pau i comerç entre Jaume III i el soldà de Màrroc, Abu-l-Hàssan Alí.